# Lai’an

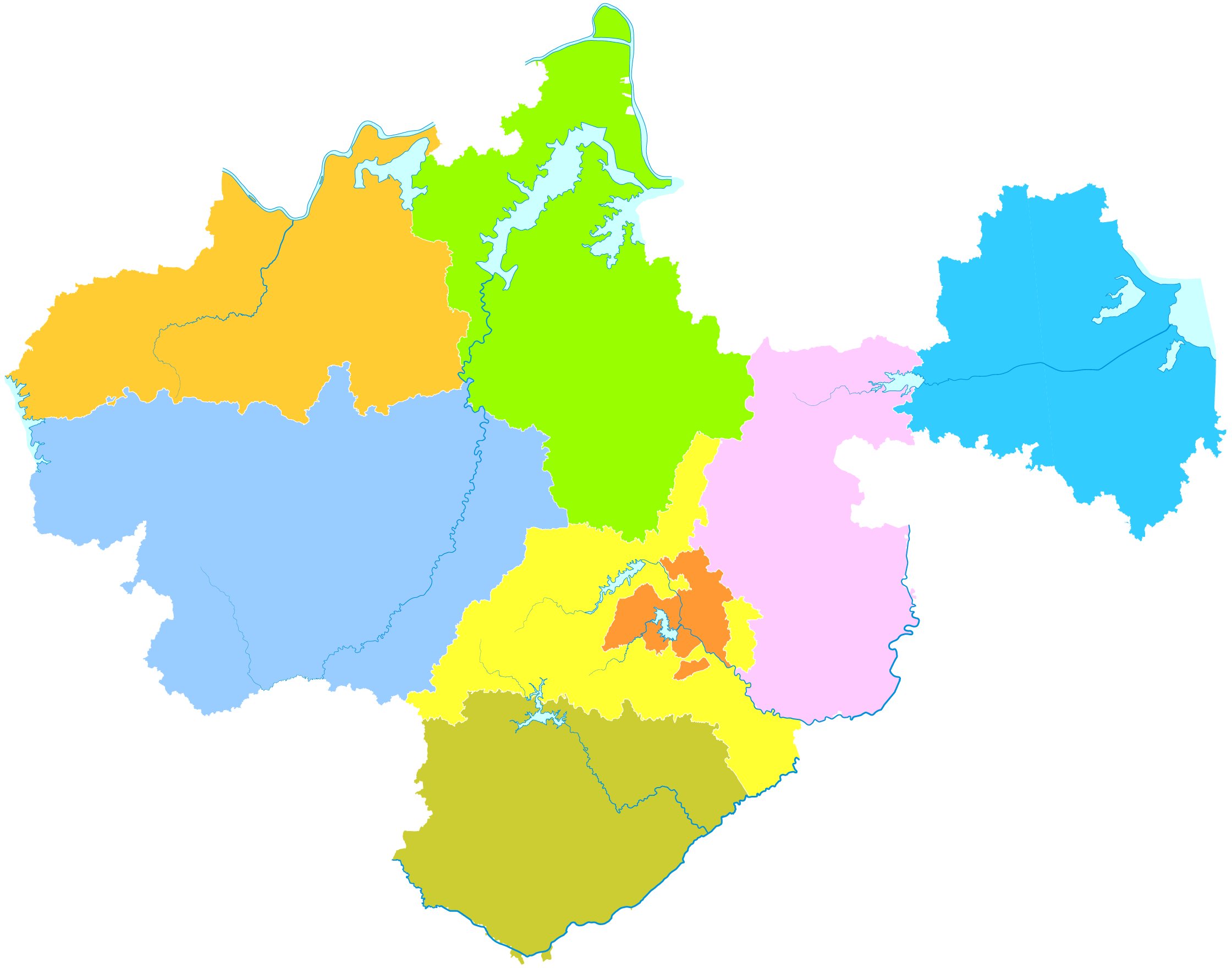
Lage des Stadtbezirks Lai’an im Gebiet der bezirksfreien Stadt Chuzhou

Der Kreis Lai’an (chinesisch 来安县, Pinyin Lái’ān Xiàn) ist ein Kreis in der chinesischen Provinz Anhui. Er gehört zum Verwaltungsgebiet der bezirksfreien Stadt Chuzhou.
Er hat eine Fläche von 1.481 km² und zählt etwa 416.000 Einwohner (Stand: Ende 2020). Sein Hauptort ist die Großgemeinde Xin’an (新安镇).
Vor 1993 gehörte Lai’an zum Kreis Chu (滁县). Der Kreis Chu wurde mit Wirkung vom Januar 1993 aufgelöst und in die Stadt Chuzhou eingegliedert, die daraufhin den Status einer bezirksfreien Stadt erhielt. Lai’an wurde danach zu einem Kreis der Stadt Chuzhou.
Die auf seinem Gebiet gelegene Stätte der Verteidigung von Banta im Anti-japanischen Krieg (半塔保卫战旧址, Bàntǎ bǎowèi zhàn jiùzhǐ) steht auf der Liste der Denkmäler der Volksrepublik China.